# Solaster abyssicola
Solaster abyssicola is een zeester uit de familie Solasteridae.
De wetenschappelijke naam van de soort werd in 1885 gepubliceerd door Addison Emery Verrill.